# Colonia Marconi
La Colonia Marconi se encuentra ubicada en Madrid, en el distrito de Villaverde.
Antiguamente, dicha colonia estaba formada por casas bajas donde residían los trabajadores de la Compañía Marconi, que estaba colindante al mismo y que dio nombre al barrio. Actualmente dicho enclave está constituido por pisos que se finalizaron de construir en 2001. La forman un conjunto de edificios en altura, jardines, un polideportivo, un centro cultural del ayuntamiento, una escuela infantil de la Comunidad de Madrid y el colegio concertado: "Villamadrid". También cuenta con una farmacia, un bar y dos tiendas de alimentación.
Es el barrio situado más al Sur de Madrid, estando a la misma distancia de Villaverde Alto que de Getafe. Como curiosidad, es también el barrio geográficamente más céntrico de España, al estar situado justo en el centro geográfico del país. La Colonia Marconi cuenta con la parada de cercanías de "San Cristóbal Industrial", autobuses de la EMT 79 y T41, contando con accesos a la M-45, A42 (carretera de Toledo) y A4 (carretera de Andalucía).
En la Colonia residió Raúl González Blanco, futbolista español del Real Madrid. Cuenta con la Asociación de Vecinos "Residencial Resina", una de las activas de Madrid, pese al pequeño número de vecinos del barrio, dando a conocer los problemas de prostitución de la zona y olvido al que han abandonado los distintos Ayuntamientos y Gobiernos Regionales.
Con la construcción de lofts y oficinas, lo que antiguamente era únicamente polígono industrial, se está transformando en zona industrial y empresarial, estando pendiente la construcción en la zona del futuro Parque Científico-Tecnológico.